# Die horen
die horen – Zeitschrift für Literatur, Kunst und Kritik (bis 1983: Zeitschrift für Literatur, Grafik und Kritik) ist eine vierteljährlich in Göttingen erscheinende Literaturzeitschrift. Sie wurde 1955 von Kurt Morawietz gegründet; von 1994 bis 2011 war ihr Herausgeber Johann P. Tammen, von 2012 bis 2019 Jürgen Krätzer, seit 2020 sind die Herausgeber Andreas Erb und Christof Hamann. Die Zeitschrift erscheint viermal im Jahr. Im Beirat sind Safiye Can, Christoph Hein, Katja Lange-Müller und Johann P. Tammen.

## Geschichte und Profil
Der Name der Zeitschrift wurde in Anlehnung an die 1795 von Friedrich Schiller ins Leben gerufene Monatsschrift Die Horen gewählt, wobei mit den Horen die drei griechischen Göttinnen Eunomia, Dike und Irene gemeint waren, welche für Wohlanständigkeit (Eunomia), Gerechtigkeit (Dike) und Frieden (Irene) standen. „die horen“ wurden 1955 von Kurt Morawietz in Hannover neu gegründet, von 1994 bis 2011 herausgegeben von Johann P. Tammen, von 2012 bis 2019 von Jürgen Krätzer und seit 2020 von Andreas Erb und Christof Hamann. Die Zeitschrift erscheint viermal im Jahr im Wallstein Verlag Göttingen, neben „offenen“ Bänden gibt es thematische Anthologien, auch zu fremdsprachigen Literaturen.
Die Zeitschrift hat sich u. a. zum Ziel gesetzt, junge Autoren zu entdecken und bedeutende Schriftsteller der Vergessenheit zu entreißen. Sie widmet sich dabei der Prosa und in bemerkenswertem Umfang auch der Lyrik, in einem Teil ihrer Hefte der deutschen, sonst heftweise je einer in Deutschland wenig bekannten nationalen Literatur (z. B. Islands oder Polens). Sie machte wiederholt auf verfolgte Schriftsteller aufmerksam, etwa auf griechische in der Zeit der Militärjunta oder auf chinesische.
Die vom Land Niedersachsen und der Stadt Hannover unterstützte Zeitschrift wurde bereits mehrmals ausgezeichnet, u. a. zwei Mal vom Börsenblatt für den Deutschen Buchhandel mit dem Alfred-Kerr-Preis für Literaturkritik und 2008 mit dem Kulturpreis Schlesien des Landes Niedersachsen.

## Weitere Namensvorläufer (außer Schiller)
Es gab im 20. Jahrhundert zwei weitere, kurzzeitig verlegte Zeitschriften des gleichen Titels, welche weder rechtlich noch wirtschaftlich mit die horen in Verbindung stehen:
- Die Horen, von 1925 bis 1930, in einem gleichnamigen Verlag verlegt. Ein Projekt des Hanns Martin Elster, einem späteren Nationalsozialisten. Ab 1928 war der Mit-Herausgeber Wilhelm von Scholz.
- Die Horen, von 1903 bis 1904 in Wien in einem gleichnamigen Verlag erschienen. Herausgeber war Hugo Schoeppl. Nachweisbar sind sechs Ausgaben.